# Kornelius Kleinlein
Kornelius Kleinlein ist Rechtsanwalt und Notar in Berlin. Er hat die öffentliche Hand zu Öffentlich-Privaten Partnerschaften (ÖPP bzw. PPP für das englische Akronym) beraten. In den Medien war er präsent, als er 2005 über seine Tätigkeit bei der Beratung der SPD-Bundestagsfraktion zum ÖPP-Beschleunigungsgesetz sprach.

## Werdegang

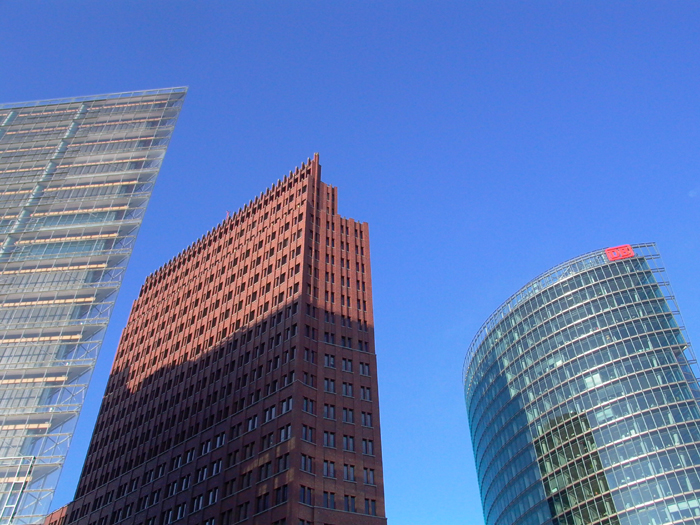
Kleinlein ist im Büro der Sozietät Raue LLP im Kollhoff-Tower am Potsdamer Platz in Berlin tätig.

Er studierte an den Universitäten von München, Würzburg und Berlin und arbeitete an der Freien Universität Berlin und der Universität Mannheim als wissenschaftlicher Mitarbeiter.
Er hat zahlreiche Aufsätze zum Telekommunikationsrecht, Allgemeinen Verwaltungsrecht, zur Tätigkeit von Anwaltskanzleien im Bereich Public Affairs und zur Erfüllung öffentlicher Aufgaben durch Private veröffentlicht.
Er war bis 2005 für die britische Sozietät Linklaters als Partner tätig und wechselte 2005 zur Sozietät Hogan & Hartson Raue. Neben seiner anwaltlichen Tätigkeit war er dort als Administrative Partner für das Management zuständig. Seit dem 1. Mai 2010 ist Kleinlein als Partner der Sozietät Raue LLP tätig.

## Beratungstätigkeit
Im Dezember 2002 bildete die SPD-Bundestagsfraktion eine Arbeitsgruppe zum Thema PPP, die sich das Ziel setzte, ein Gesetz vorzubereiten, das bestehende Hindernisse für eine breitere Anwendung von Öffentlich-Privaten Partnerschaften beseitigt. Um diese Hindernisse zu identifizieren, beauftragte die Arbeitsgruppe verschiedene Marktteilnehmer und Beratungsunternehmen, die im Bereich der ÖPP tätig sind, mit der Erarbeitung von Vorschlägen zur Beseitigung bestehender Hindernisse. Unter ihnen waren zum Beispiel PricewaterhouseCoopers, KPMG, der Bundesverband deutscher Banken, der Verband Deutscher Hypothekenbanken, der Bundesverband der Deutschen Bauindustrie und Kornelius Kleinlein – damals noch tätig für Linklaters und Leiter einer Unter-Arbeitsgruppe, die sich speziell mit dem Haushaltsrecht befasste.
In einem Artikel für die ZEIT berichtete Kleinlein über seine Arbeit für die SPD-Bundestagsfraktion. Auf die Frage, wer Kleinlein für die Mitarbeit in der Arbeitsgruppe bezahlt habe, antwortete er: „Niemand. Dafür gab es kein Geld.“ Aber natürlich hätten er und seine Kanzlei durch die Mitarbeit an dem Gesetzesvorhaben Know-how entwickelt, das bei der späteren Akquisition von Aufträgen wertvoll sei.
Der Abgeordnete Michael Bürsch, der die von der SPD ins Leben gerufene PPP-Arbeitsgruppe leitete, bezeichnete im Jahr 2005 Kleinlein jedenfalls als „außergewöhnlich engagiert und kompetent“.

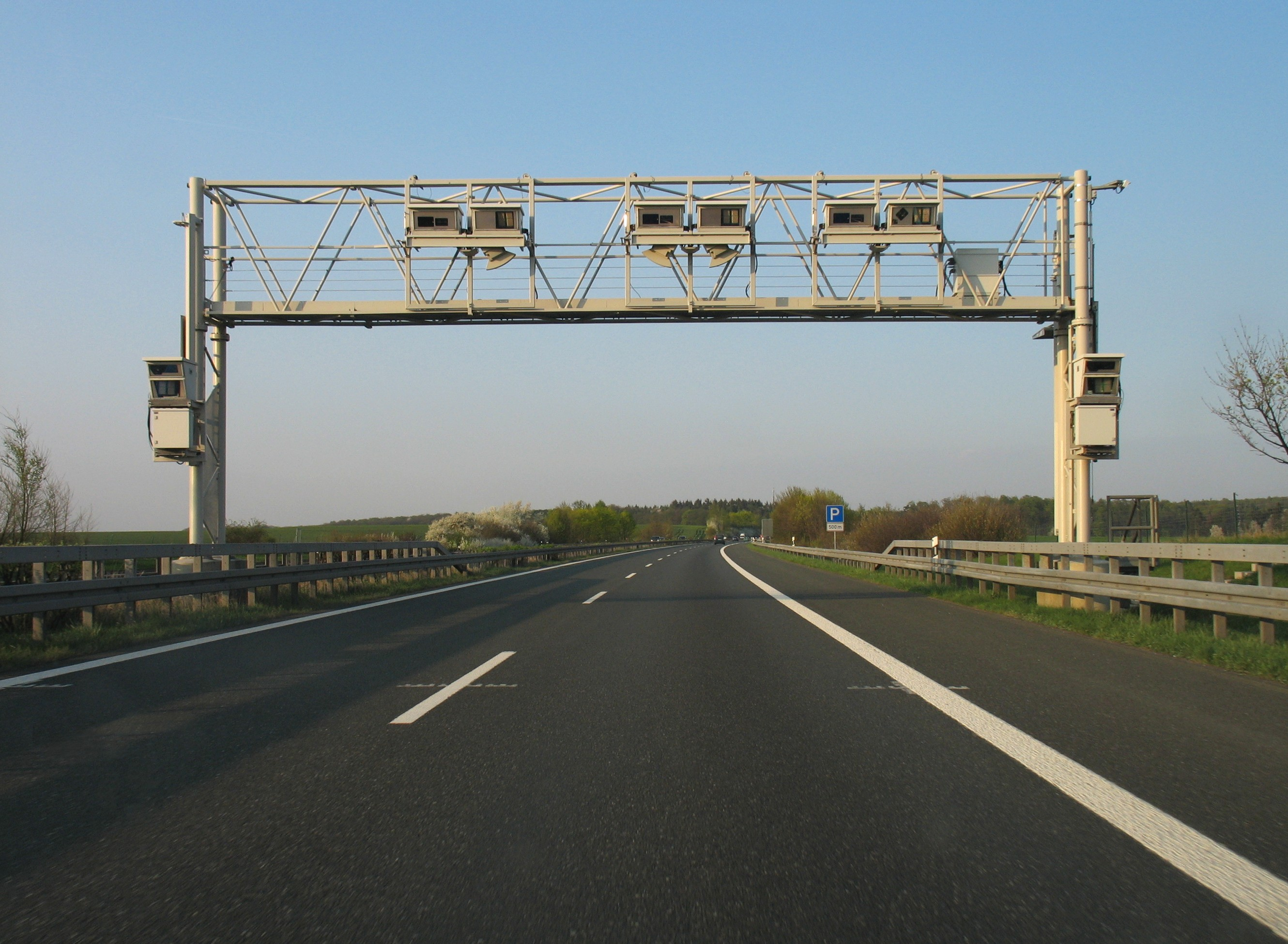
Mautbrücke des Lkw-Mautsystems auf der A 81

Der Start des Lkw-Mautsystems, des ersten großen deutschen PPP-Projektes, war holprig. In der Auseinandersetzung mit dem Konsortium Toll Collect beauftragte das Bundesverkehrsministerium Linklaters mit dem Mandat gegen Toll Collect. Die im Buch „Der gekaufte Staat“ aufgestellte Behauptung, Kleinlein habe diesen Auftrag wegen seiner kostenlosen Tätigkeit im besagten Gesetzgebungsverfahren erhalten, weist Kleinlein zurück. „Ein solcher Zusammenhang bestand nicht. Linklaters wurde deshalb – neben einer weiteren Kanzlei – beauftragt, weil diese Sozietät national und international über Erfahrungen mit PPP verfügte.“ Auch der Behauptung, das ÖPP-Beschleunigungsgesetz sei von den Beratern verfasst worden, widersprach Kleinlein. „Die einzelnen Arbeitsgruppen der Berater haben lediglich Eckdaten für die vorgeschlagenen Gesetzesänderungen formuliert. Der Gesetzentwurf wurde von den jeweils federführenden Ministerien formuliert.“ In einem anderen Interview betonte Kleinlein auch: „Wir selbst machen keine Gesetze“; was er und seine Kanzlei machten, sei Rechtsberatung.